# Yūta Nakayama
Yūta Nakayama (中山 雄太 Nakayama Yūta?, Saitama, 16 de febrero de 1997) es un futbolista japonés que juega como defensa en el F. C. Machida Zelvia de la J1 League.

## Selección nacional
Fue convocado para participar en el Mundial de 2022, pero una lesión en el tendón de Aquiles a inicios de noviembre hizo que no pudiera acudir al torneo.

## Clubes
| Club                       | País         | Año       |
| -------------------------- | ------------ | --------- |
| Kashiwa Reysol             | Japón        | 2015-2019 |
| J. League sub-22           | Japón        | 2015      |
| PEC Zwolle                 | Países Bajos | 2019-2022 |
| Huddersfield Town A. F. C. | Inglaterra   | 2022-2024 |
| F. C. Machida Zelvia       | Japón        | 2024-     |